# 胡志斌 (1959年)
胡志斌（1959年—），回族，中华人民共和国政治人物、第十一届全国政协委员。
担任新疆维吾尔自治区残疾人联合会副理事长。2008年，当选第十一届全国政协委员，代表社会福利和社会保障界，分入第四十八组。